# دهستان صالحان
دهستان صالحان یکی از دهستان‌های استان مرکزی است که در بخش مرکزی شهرستان خمین واقع شده است.